# Stone (enhet)
Stone (engelska för sten) är ett viktmått som ingår i det brittiska "Imperiemåttsystemet" (engelska: British Imperial System). Det används numera företrädesvis i Storbritannien och Irland och i första hand för mänsklig kroppsvikt. En stone motsvarar vanligen 14 pund eller 6,35029318 kilogram.